# La stirpe dei cavalieri Jedi
La stirpe dei cavalieri Jedi (Star Wars: Children of the Jedi) è un romanzo di fantascienza del 1995 Barbara Hambly ambientato nell'universo espanso di Guerre stellari, primo libro della Trilogia di Callista, di cui sono stati tradotti in italiano solo i primi due libri.

## Trama

### Capitolo 1
La storia si apre con un cacciatore in fuga sotto la pioggia acida, la cui mente barcolla tra realtà a paurose allucinazioni. L'uomo estrae dalla tasca un biglietto con scritto: "Ian Solo" "Ithor" "il Tempo del Raduno".
La Principessa Leila Organa, ormai divenuta Capo di Stato della Nuova Repubblica, si trova sul pianeta Ithor come ambasciatrice assieme a Ian in occasione del Raduno: festa in cui le navi-città degli ithoriani si ritrovano da tutto il pianeta e si riuniscono. Consultando le ultime novità da Coruscant viene a sapere dell'assassinio di Stinna Draesinge Sha, ex allieva di Nasdra Magrody, ex docente dell'Istituto Magrody ed ex insegnante di Cray Mingla, una delle nuove allieve Jedi di Luke. Il sospetto assassino di tale omicidio è Phlygas Grynne, uno dei più abili assassini dei Mondi Centrali che chiede centomila crediti a colpo. A Ian sembra strano che qualcuno abbia pagato un killer così costoso per assassinare una teorica per la programmazione di androidi in pensione. Durante la discussione Ian e Leila si vestono per il Raduno.
Di seguito Ian e Leila sulla Nuvola Madre ("Cloud-Mother") avanzano tra la folla di ithoriani festanti verso la Sala del Raduno, seguiti dai figli Jace, Jaina ed Anakin accompagnati dalla nutrice Winter. Nel tragitto sono accolti dai capi delle navi ithoriane (una dozzina) tra cui l'incaricata ithoriana per i collegamenti con il senato Umwaw Moolis. In quel momento li raggiunge anche Luke. Sul portico della sala del raduno inoltre ritrovano Chewbecca, D-3BO e C1-P8.
In quel momento un uomo dall'aspetto folle e selvaggio salta giù dalla balconata e si lancia contro Ian. Luke ferma l'aggressore che viene trattenuto dalla folla, sedato e portato via. Nel trambusto generale assicuratisi che non ci fossero altri pericoli e che i figli stessero bene Ian dice a Leila e Luke di essere quasi sicuro che quell'uomo fosse Drub McKumbun, vecchio amico di Ian ma dall'aspetto irriconoscibile e completamente uscito di senno.

### Capitolo 2
Nella Casa di Cura della Nuvola Madre Drub McKumbun è sotto osservazione e sottoposto ad anestetici che gli impediscono di soffrire, ma pronuncia frasi enigmatiche in preda a deliri e incubi con una stressante attività cerebrale. Tomla El, capo guaritore della nave città spiega, che oltre ad un'evidente prolungata denutrizioni, la mente dell'uomo è oramai compromessa a causa anche dell'assunzione della sostanza allucinogena chiamata yarrock, che anzi forse era l'unica cosa a dargli una temporanea lucidità. Ian spiega che Drub McKumbun era un tipo non certo dedito alle droghe e di corporatura enorme, irriconoscibile rispetto ad ora. Tomla El consegna a Luke dei foglietti di plastica trasparente trovati nelle tasche di McKumbun con scritto:
Ian Solo
Ithor
il Tempo del Raduno
Belia's Bosom-Sullst- Molo 58
Smelly Saint-Yetoom na Uun- Molo 12
Fargednum P'taan
Inoltre nel delirio dalle parole di McKumbun, prima di svenire, si intuisce che forse non voleva uccidere l'amico Ian, ma avvertirlo di alcuni bambini di Jedi che vengono tenuti nascosti nel Pozzo di Plett o comunque un luogo che si chiama Plettwell e che sarebbero in pericolo.
Successivamente Leila, Luke, Ian, Chewbecca, 3BO e C1 si ritrovano nella Casa degli Ospiti assieme a Cray Mingla e Nichos Marr, due tra i più recenti Jedi allievi di Luke, che erano venuti per parlare con Tomla El e fare da guardie del corpo, a rovistare tra le cose di McKumbun, tra cui gioielli risalenti alla Vecchia Repubblica, e a ragionare sulle sue parole. Grazie ai ricordi di Cray ma soprattutto di Nichos, che da bambino visitò quel luogo, intuiscono che Plettwell può essere stata una fortezza dove i Jedi nascondevano i loro figli con del potenziale ai tempi delle persecuzioni. Per tenerli li utilizzavano la Forza e l'illusione di un essere pericoloso che chiamavano kretch in modo tale che i bambini non andassero in alcune parti. Tuttavia alcuni bambini più grandi, Lagan Ismaren e Hoddas (o Hoddagm, Nichos non ricorda bene il nome) Umgil, dicevano di cercare il Pozzo di Plett. Nichos inoltre ricorda Brigantes Ustu, una Ho'Din di quasi 2 metri con un colorito verde pallido e una ragazza molto giovane di nome Margolis, stesso nome della madre di Cray, che li accudiva.
Più tardi Luke, Leila, Cray e Nichos sono nell'appartamento di questi ultimi due. Sondando la mente e i ricordi di Nichos, Luke sente una filastrocca che in qualche modo anch'egli ricordava, percepisce una presenza oscura ed infine identifica il luogo come Belsavis; così Leila decide di partire alla volta di quest'ultimo assieme a Ian.

### Capitolo 3
La notte Luke sogna di essere ancora molto giovane su Tatooine, nella sua vecchia stanza e di alzarsi di notte per uscire dalla fattoria avvertendo un grande pericolo che si avvicina. In quel momento si sveglia e ricorda che il sogno era un ricordo: quando avvertì l'arrivo dei Sabbipodi e facendo scattare un allarme della cancellata avvertì suo zio Owen dell'arrivo dei predoni. Leila e Ian avevano usato la scusa dell'aggressione per lasciare Ithor assieme a C1. Uscito di casa Luke incontra Nichos. Assieme entrano nella sala da pranzo dove il Maestro Jedi chiede al droide se può tentare di entrare in una trance e generare dei numeri casuali per capire meglio cos'era quell'oscurità che Luke aveva sentito sondandogli la mente.
La mattina successiva Luke salta la gita alle Cascate di Dessiar organizzata da Tomla El con Cray e Nichos. Va quindi a chiedere a Umwaw Moolis una nave in prestito. Poi si reca alla Casa di Cura a sentire le registrazioni dei deliri di McKunbum. Qui viene poi raggiunto da Nichos e 3BO, e Luke racconta al primo che i numeri che ha generato sono le coordinate della Nebulosa di Moonflower e che vuole andare li con la nave. Nichos, Cray e 3BO decidono di accompagnarlo.
Il gruppo a bordo dell'incrociatore da esplorazione corazzato Huntbird arriva nella Nebulosa di Moonflower, trovandosi in un campo di asteroidi di ferro-nichel grandi come palazzi di Coruscant, probabilmente una cintura planetaria. Con una breve ricerca trovano un piccolo pianeta grigio velato di bianco e verde, cosparso di crateri con dentro vecchi bracci di gru e piattaforme d'atterraggio, all'apparenza completamente abbandonato. Avvicinandosi Luke attiva appena in tempo gli scudi quando vengono bersagliati da raggi di plasma bianco-purpureo. Si nascondono quindi dietro un grosso asteroide ma con perdite di calore ed ossigeno e con il dispositivo della nave per l'iperspazio danneggiato. Decidono quindi di dirigersi con i motori subluce verso il pianeta Pzob, colonizzato dai gamorreani, a sole 3 o 4 ore di viaggio, ma prima di poter partire un raggio distrugge l'asteroide che li proteggeva e Luke sviene.

### Capitolo 4
Luke rinviene per un breve periodo con senso di nausea e vedendo doppio mentre 3BO lo libera dall'imbracatura, lo estrae dal cubicolo e lo sposta in un alloggio di poppa. Sfruttando la Forza ricomincia dolorosamente a respirare e poi risviene. Rinviene poi con la voce di Cray e conscio di avere una commozione cerebrale ricorda Cilghal come gli aveva spiegato di intervenire usando la Forza. Cray, con un grosso livido in faccia lo informa che sono usciti dal Sistema K7-49 e che hanno captato un segnale. Arriva quindi 3BO che da a Luke una tuta termica ed un respiratore. Inoltre Cray ha analizzato i dati della battaglia anche se per ora non ha capito da dove viene l'attacco. Arrivati nella cabina di pilotaggio dove Nichos governa la nave, Luke non riconosce il segnale captato.
Giunti sul pianeta Pzob, Luke fa atterrare l'Huntbird in un'area bruciata dal fuoco in mezzo ad una maestosa foresta. Scesi Luke e Cray esaminano l'area stabilendo dove si trova la base, mentre Nichos e 3BO liberano i portelli della nave. durante le riparazioni Luke si sente sempre peggio ma tenta di resistere perché non vuole lasciar andare Cray da sola. Lui e Cray all'uscita della nave si trovano di fronte un assaltatore che li punta con un fucile. Cray sta per estrarre l'arma ma Luke la ferma. L'assaltatore e chiede chi siano, Luke risponde che sono mercanti dispersi e poi si accascia. L'assaltatore, resosi conto delle condizioni delle sue condizioni, abbassa l'arma e sostiene Luke mentre arrivano anche Nichos e 3BO, quindi offre al gruppo ospitalità.
L'assaltatore, di nome Triv Pothman, porta Luke su una barella antigravitazionale e Mingla nel suo rifugio, una ex base militare imperiale abbandonata e semi-infestata dalle piante. Qui cura Luke con due fiale antichoc e dandogli un respiratore terapeutico che deve usare per 30 minuti. Pothman, mostrando una fila di armature antiche vuote dal viso più lungo per i respiratori e con una banda nera sotto gli occhi per i sensori, racconta che all'inizio erano 45 ma che tutti gli altri sono morti uccisi o dai gamorreani o dal combattimento tra il comandante Killilm Neb e i suoi amici. Si mostra comunque contento di aver visite. Racconta inoltre che venne catturato e trattenuto per aggiustare le armi, ma quando le celle energetiche delle armi si esaurirono non lo sorvegliarono più. Poi spiega che il nome della loro missione era Occhio di Palpatine: vi facevano parte due compagnie separate in modo da agire in modo insospettabile; furono mandati in pianeti lontani per poi essere caricati su un'astronave enorme, letale e segreta, una Drednaught a forma di luna. Infine Pothman, intuendo di essere stato completamente dimenticato, chiede ai suoi ospiti un passaggio per tornare su qualche pianeta civilizzato per trovarsi un lavoro. Luke gli dice della morte dell'imperatore e con qualche dubbio sulla gentilezza dell'assaltatore, accetta di dargli un passaggio.
3BO, rimasto a riparare la nave con Nichos, si lamenta dei pericoli cui possono andare incontro. Nichos gli fa presente che l'androide dorato non deve temere di essere smantellato perché è stato progettato con un'utilità, mentre lui non ha una vera finalità d'uso. 3BO nota nei discorsi e negli atteggiamenti di Nichos modi di fare tipicamente da droidi, ma alcune cose più da umano. Nel mentre Luke eMingla e Pothman tornano.
Durante le riparazioni Luke tramite la Forza avverte l'arrivo dei gamorreani, così come Cray. Dice quindi a tutti di risalire sulla nave e, mancato di poco da una freccia, spara qualche colpo. Nichos e Cray portano Luke nella cabina di pilotaggio. Triv spiega che sono assaliti dal clan Gakfedd e che il gamorreano grosso che colpisce la nave è Ugbuz, il maschio dominante. Indica inoltre un altro di nome Kork e che la loro moglie Bullyak era più lontana ad osservare. Triv racconta poi che è stato loro prigioniero per 2 anni. Poco dopo arriva un altro clan di gamorreani che Triv, il quale si aspettava il loro arrivo, chiama Klagg. Di questi indica in lontananza la matriarca Mugshub. I due gruppi cominciano ad affrontarsi tra loro. Triv fuggito dai Gakfedd, è stato fatto prigioniero anche dai Klagg per più di un anno. L'assaltatore, spiegando che verranno ignorati, suggerisce di continuare le riparazioni interne e proseguire con le esterne al calare del buio, quando i 2 clan se ne andranno a mangiare. In quel momento un'enorme nave imperiale luccicante di color grigio scende sul campo lasciando tutti sorpresi. Atterrata cala una rampa e tutti i gamorreani vi si dirigono. Una voce registrata intima ai nostri eroi di uscire dalla navetta. Luke dice a Nichos e 3BO di allontanarsi nel bosco dandogli appuntamento al rifugio di Triv, mentre lui e gli altri scenderanno. Scesi a metà della scaletta di emergenza i cannoni stordenti della nave sparano e i Luke e gli altri si gettano nel bosco. La voce registrata continua ad intimare di non opporre resistenza e che i disobbedienti alla legge marziale ammutinati o evasi saranno puniti. Pothman in fuga viene colpito alla schiena. Dal portello della nave escono quindi i droidi di rilevamento. Luke per quanto può usa la Forza per rallentare i propri segnali vitali e sfuggire alle macchine. Nichos e 3BO fuggono nel bosco ignorati. Cray spara e abbatte un droide con un colpo, ma viene colpita da un altro droide svenendo a terra, per cui Nichos si ferma e grida il nome della donna. Anche Luke viene quindi assalito e sviene.

### Capitolo 5
Leila, seguita da Ian, Chewbecca e C1 lungo lunghi e ripidi viali di scale, discute con Jevax, il Capo del Personale di Plawal, il quale le dice che effettivamente ricorda che in quel luogo vissero bambini di Cavalieri Jedi. Racconta anche che era bambino quando i Jedi se ne andarono. Probabilmente i Jedi oscurarono le menti degli abitanti del luogo, tanto che questi ricordarono solo dopo molti anni. Javax aveva 3 anni e per circa 10 o 12 anni nessuno ricordò nulla. Raccontò inoltre che prima dei Jedi che si nascondevano li tra le rovine della Casa di Plett aveva abitato per 70 anni lo stesso Jedi Plett. Continuando a salire il gruppo supera il livello della nebbia e mostrando un paesaggio incredibile Jevax spiega che furono i Jedi a creare tutto: la città ed i giardini pensili su cui si coltivano i rari e preziosi frutti esotici e fibre vegetali. Un anno dopo la partenza dei Jedi arrivò la Corporazione di Brathflen e poco dopo la Galaxy Exotic che poi unì all'Imperial Exports per coprire l'intera valle con una cupola. Tale costruzione fu realizzata con un vecchio progetto dello stesso Plett, per poter produrre vite-caffè e vite-seta, le quali necessitano di brevi cicli di escursioni termiche a 30° o più. Le piantagioni aeree sostengono il 30% dell'economia del pianeta (al che Leila ricorda fra sé il costo esorbitante di un vestito di vite-seta fattole in regalo da Ian su consiglio di Winter). Furono proprio i Jedi a realizzare le condizioni per lo sviluppo commerciale per ringraziare gli abitanti. Il gruppo raggiunge quindi le rovine della Casa di Plett. Qui discutono di Plett e di ciò che si sa di lui. a avverte una sensazione di pace. Jevax lascia quindi soli i suoi ospiti. Il gruppetto discute e suppone che ci sia qualcos'altro sotto, che Jevax nasconde anche inconsapevolmente. Esplorano quindi le rovine e le stanze della Casa di Plett, risalendo pure la torre grazie anche ad una vecchia scala ritrovata da Chewbecca. Leila chiudendo gli occhi ha quasi una visione di una scena del passato in una grande stanza sottostante a dove si trova, con dei bimbi (perlopiù umani, un ithoriano, alcuni wookiee, una twi'lek e un bith) che giocano, due persone adulte e un vecchio ed alto Ho'Din Jedi che entra da una porta. Riaprendo gli occhi si accorge che tale porta non vi è più.
Scesi nella sala esaminano la parete senza trovare un segno residuo della porta. Comunque capiscono che li vi era un'entrata e che non è l'unica dato che non può essere quella da cui è fuggito Drub, poiché è ancora sigillata.

### Capitolo 6
Luke, inconscio, rivive un misto di sogno o ricordi non suoi, sentendoli come realmente propri, nonostante diverse cose lo lasciano perplesso. In quelle memorie ricorda di come un gruppo di Jedi scesero di notte nella città, nascosti da una nebbia richiamata da loro stessi e uccisero la sua famiglia. Fuggì combattendo contro i poteri mentali dei Jedi che tentavano di farlo tornare indietro. Cadde tra gli alberi fuori città e vide i Jedi che allineavano delle donne, ridendo delle loro urla, mentre gli toglievano i figli per massacrarli con le spade laser. Lo inseguirono con gli speeder, dopo di che tornarono indietro per uccidere i bimbi, tra cui suo fratello e sorella minori. Tra il dolore al petto e polmoni e i tentativi di ricorrere alla Forza, intuisce che quei ricordi sono veri come quelli che lesse a Nichos. Perdendo la concentrazione rivive un altro ricordo, stavolta suo, di quando aveva circa 21 anni: si trova sulla branda del Millennium Falcon, senza una mano e straziato per aver saputo di come Ben gli aveva mentito. Delle voci gli sussurrano vendetta. Ma Luke capisce invece perché Ben gli tenne segreto che il padre fosse ancora vivo: perché se Luke avesse saputo a 18 anni che il padre era ancora vivo sarebbe andato verso di lui e di conseguenza verso il Lato Oscuro.
Grazie a ciò la Forza torna ad accendersi in Luke. Una voce fa il suo nome, ma le voci di vendetta per il massacro rivissuto in precedenza tuttavia insistono, e nella sua mente riprendono vita le immagini della morte dei suoi zii. Tornato su Tatooine per salvare Ian da Jabba de' Hutt, Luke era passato nella sua vecchia casa ormai in rovina e depredata dai Jawa, comprese le lapidi che aveva messo sulle tombe. Ancora una voce lo chiama e stavolta Luke si riprende, non senza vertigini, dolori e completamente stanco. Si ritrova con Nichos e 3BO in una piccola cella in cui rivede la sua tuta di volo, la sua cappa da Cavaliere Jedi e la sua spada laser. Si accorge poi di indossare l'uniforme grigia-olivastra degli assaltatori imperiali. Le voci contro i Jedi ancora riecheggiano nella sua mente, quindi sposta la Forza da dove lo stava guarendo alla sua mente per ripulire i ricordi. Capisce di essere rimasto incosciente per pochi minuti, perché 3BO spiega che stavano decidendo cosa fare, dopo di che Luke dice che stanno per bombardare Plawal. I 2 droidi allarmati da questa frase, dicono di saperlo e mentre Luke si mette a sedere Nichos racconta di come hanno volato in iperspazio a recuperare, per la missione, assaltatori nascosti 30 anni prima per circa 6 pianeti dei Territori Esterni, tra cui Tatooine e Bradden. Le truppe erano automaticamente prelevate e indottrinate.
A quell'ultima parola a Luke apparve un'immagine: una camera semicircolare piena di gamorreani incoscienti, armati (con i piccoli parassiti morti sempre addosso al loro corpo che si stavano riprendendo), che venivano presi da due enormi droidi d'argento G-40 i quali, dopo un'iniezione, li mettevano in casse di metallo bianco per l'indottrinamento umano disposte allineate lungo la parete curva. Toccandosi la fronte Luke ha una piccola bruciatura rossa circolare, dove si applica l'alimentatore cerebrale, segno doveva aver subito tale procedimento. Mentre i tre si avviavano 3BO spiegò che si trovavano sull'Occhio di Palpatine: il Dreadnaught gigante (di costruzione precedente alla morte nera), mascherato da asteroide, che li aveva attaccati in precedenza. Luke in si rende conto di sapere tutto di quella nave a causa di quei ricordi non suoi. 3BO aggiunge inoltre che la nave agisce in modo completamente automatizzatico (anche se Luke non ne è molto convinto) sia nell'attaccare, sia nel recuperare le truppe. Giungono quindi nella mensa principale. Qui, davanti ai distributori di cibo, vi sono 10 o 12 creature bipedi, perlopiù armate con gambe di tavoli e sedie.
Dall'altra parte entrano quindi 7 creature tripodi, al che 2 dei bipedi riempiono delle ciotole e gli portano del cibo, che i tripodi mangiarono con i tentacoli. Entrarono allora quindici gamorreani (la tribù di Gakfedd) abbigliati alla bell'e meglio da assaltatori e capeggiati da Ugbuz che parlavano in basic (come gli umani). Ugbuz manda un gamorreano (Krok, secondo Luke) a prendere del caffè mentre gli altri si siedono a tavola. Nella truppa Luke vede anche Cray e Triv. In quel momento ricorda che nei giorni precedenti anche lui ne faceva parte e si era addestrato con loro come assaltatore fino a quando non era andato in infermeria per un costante dolore alla testa... anche se lui ricorda che erano tutti umani. Poi nota che anche le creature bianche hanno il segno dell'alimentatore cerebrale, e che Triv e Cray hanno un atteggiamento molto più duro, da imperiale. Avvicinandosi al tavolo decide quindi di usare la forza per liberare Cray. Dopo pochi scambi di parole si allontanò con Cray, seguiti da Nichos e 3BO.